# Oblast Pazardžik
Oblast Pazardžik (bugarski Област Пазарджик) nalazi se u jugozapadnoj Bugarskoj. U oblasti živi 319.358 stanovnika, dok je prosječna gustoća naseljenosti 72 stan./km² Najveći grad i administrativno središte oblasti je grad Pazardžik s 95.485 stanovnika.
| Oblast Pazardžik sastoji se od 11 općina: - Batak - Belovo - Bracigovo - Lesičovo - Rakitovo - Panađurište - Septemvri - Strelča - Velingrad - Pazardžik - Peštera |  | Gradovi oblasti Pazardžik - Pazardžik- 95.485 - Velingrad- 23.960 - Panađurište- 22.252 - Peštera- 20.020 - Septemvri- 8.631 - Rakitovo- 8.304 - Bracigovo- 4.577 - Strelča- 4.515 - Kostandovo- 4.356 - Belovo- 4.095 - Batak- 3.782 - Srnica- 3.607 - Vetren- 3.562 |

## Vanjske poveznice
- Službena stranica oblasti[neaktivna poveznica]